# Alberto Jonas

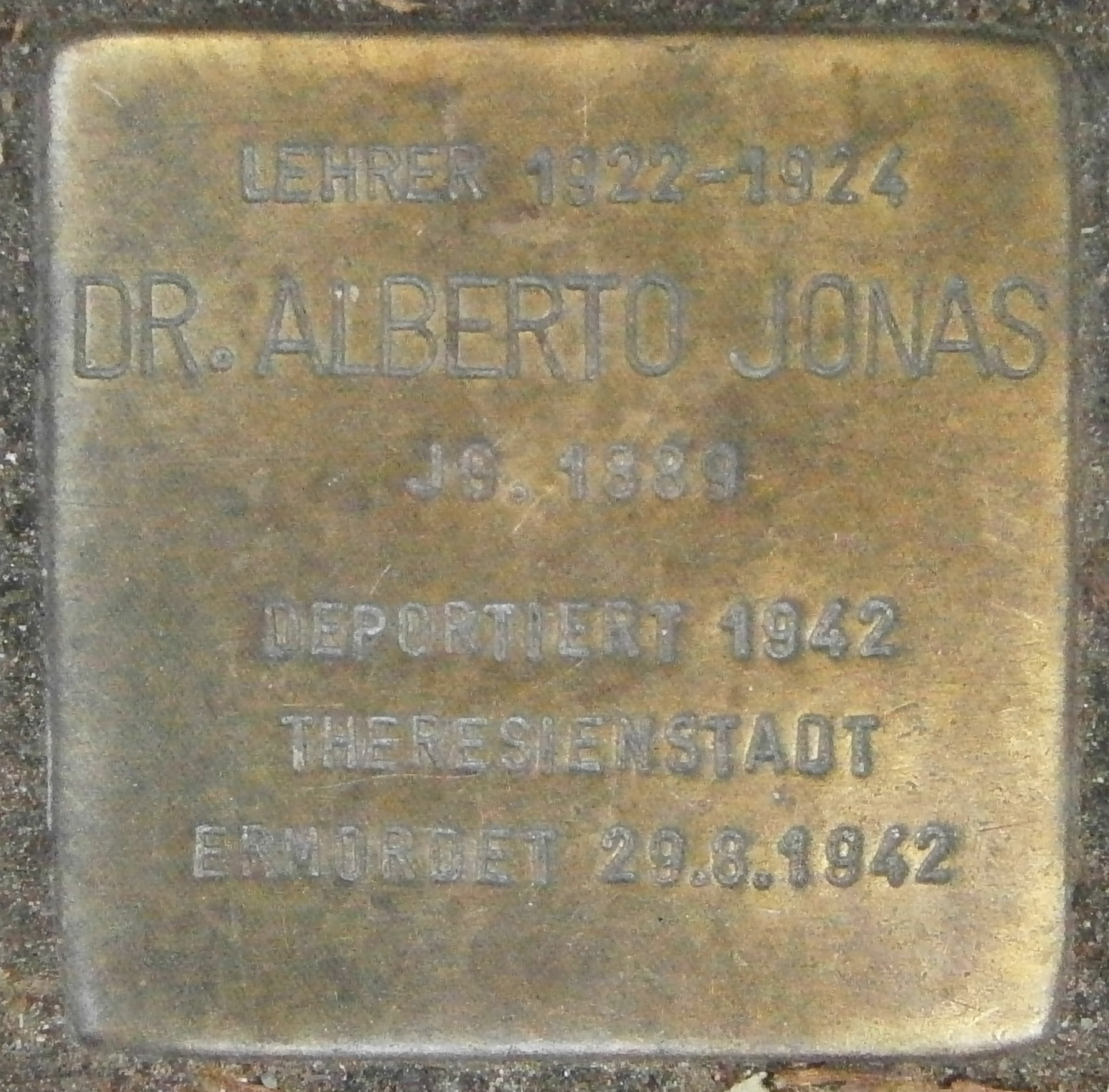
Ein Stolperstein für Alberto Jonas am Grindelhof 30 vor der Talmud-Tora-Schule in Hamburg-Rotherbaum

Alberto Jonas (* 19. Februar 1889 in Dortmund; † 29. August 1942 in Theresienstadt) war ein deutscher Schuldirektor.

## Leben und Wirken

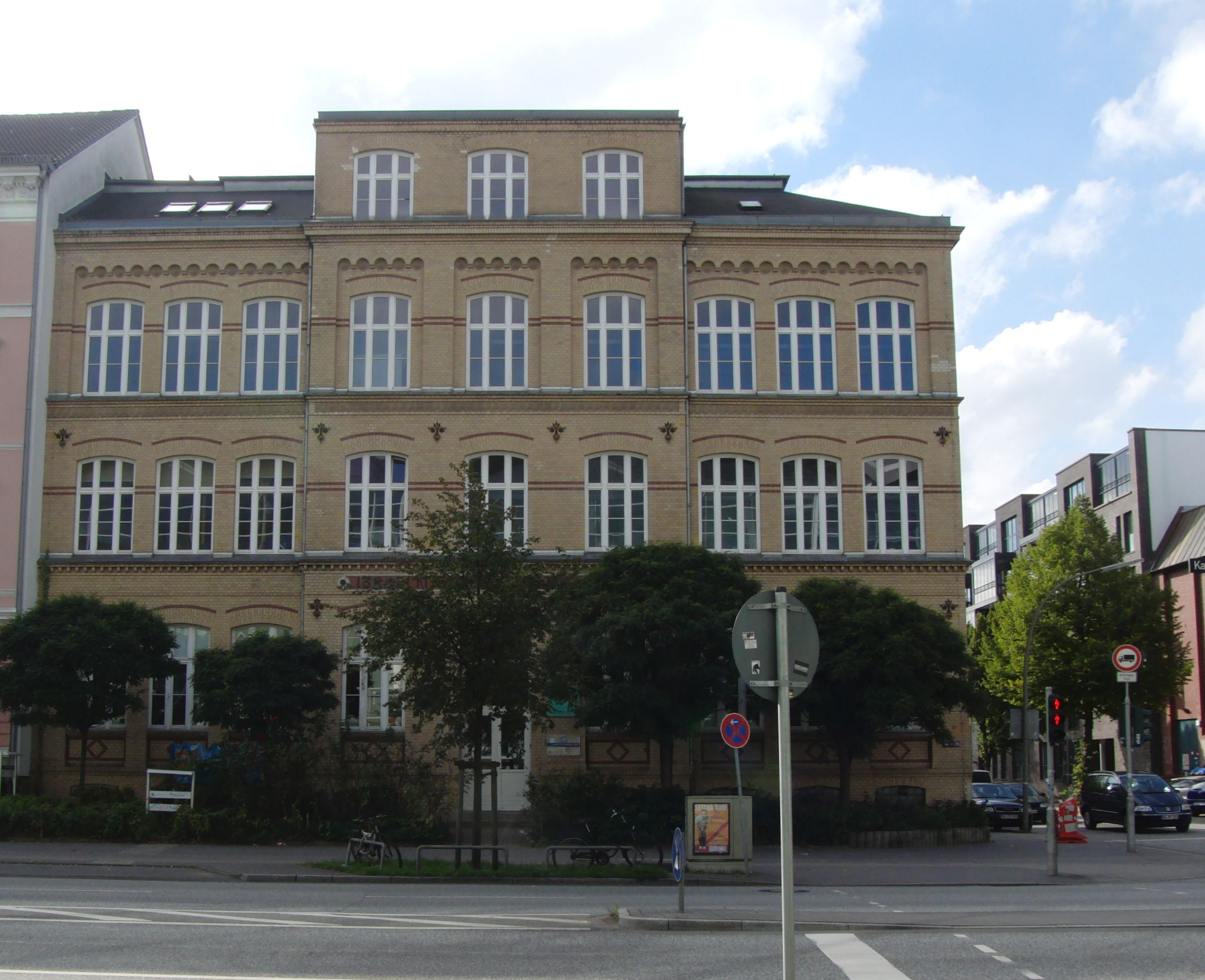
Dr. Alberto Jonas-Haus

Alberto Jonas verbrachte seine Kindheit und Jugend in Breslau, wo er alte Sprachen studierte. Nach der Promotion 1915 über De ratione quae inter Josephum et litteras rabbinicas intercedit erhielt er ein Jahr später die Lehramtsbefähigung für höhere Schulen in den Fächern Hebräisch, Griechisch und Latein. Anschließend lehrte er mehrere Jahre am Israelitischen Realgymnasium in Halberstadt und an der Höheren Israelitischen Schule zu Leipzig. 1922 wechselte er an die von Mary Marcus geleitete Israelitische Töchterschule in Hamburg, deren Leitung er 1924 übernahm. Als Direktor führte er eine jüdische Volksschule für Mädchen, die während seiner Amtszeit um einen Realschulzug ergänzt wurde, der, ab 1930 staatlich anerkannt, den Abschluss der Obersekundareife ermöglichte. Jonas plante, die Schule zu einer Oberrealschule zu erweitern, scheiterte jedoch aufgrund der Machtergreifung durch die Nationalsozialisten.
Während der Zeit des Nationalsozialismus änderten sich die Aufgaben für Jonas und das von ihm geleitete Kollegium grundlegend. Das Lehrpersonal konzentrierte sich darauf, die Schülerinnen auf eine Auswanderung aus dem Deutschen Reich vorzubereiten. Sie stärkten deren Selbstbewusstsein, unterrichteten vermehrt Iwrith und Englisch und lehrten praktische Tätigkeiten im Haushalt, der Gärtnerei und Landwirtschaft und der Schneiderei.
Nach dem Novemberpogrom 1938 reisten viele jüdische Kinder nach England und in andere europäische Länder aus. Jonas engagierte sich für diese Kindertransporte und reiste mehrfach selbst mit Kindern nach England. Nachdem die Talmud-Tora-Schule und die Israelitische Töchterschule 1939 zur Volks- und Höheren Schule für Juden zusammengelegt worden waren, übernahm Jonas 1940 die Leitung dieser Schule. Die Gestapo untersagte ihm bei Amtsübernahme eine Ausreise. Obwohl die äußeren Bedingungen zunehmend bedrückender wurden und die Bedrohungen zunahmen, konnte Jonas gemeinsam mit dem Kollegium einen den Umständen entsprechenden Schulbetrieb aufrechterhalten. Den Nationalsozialisten trat er dabei aus humaner Überzeugung mutig entgegen.
Im Spätherbst 1941 verließen zahlreiche Schüler mit vier Deportationszügen die von Jonas geleitete Schule. Die Anzahl der unterrichteten Kinder sank von 350 im September 1941 auf 76 im Januar 1942. Im Frühjahr 1942 gab Gauleiter Karl Kaufmann den Befehl zur Räumung der Schule, um sie für „deutschblütige“ Kinder zu nutzen. Der Unterricht konnte bis zur endgültigen Schließung am 30. Juni 1942 in den Räumen des Jüdischen Waisenhauses fortgesetzt werden.
Alberto Jonas, der seit 1923 mit der Ärztin Marie-Anna Levinsohn verheiratet war, wurde mit der 18-jährigen Tochter Esther am 19. Juli 1942 in das KZ Theresienstadt deportiert. Dort starb er nach wenigen Wochen aufgrund einer schweren Krankheit. Letzte Dokumente zu seiner Ehefrau datieren auf das Jahr 1944. Die Tochter Esther überlebte den Holocaust und starb 2016 in den Vereinigten Staaten.

## Erinnerungen
An Alberto Jonas erinnern zwei Stolpersteine in Hamburg. Seit dem November 1998 ist das Schulgebäude der Israelitischen Töchterschule in der Karolinenstraße 35 in Hamburg-St. Pauli nach ihm benannt.